# 이정백 (레슬링 선수)
이정백(1986년 8월 27~ )은 대한민국의 레슬링 선수이다.

## 경력
- 2006년 터키 그랑프리 국제레슬링대회 그레코로만형 55kg급 우승
- 2007년 2007제88회 전국체육대회 레슬링 남대부 그레코로만형 55kg급 우승
- 2010년 헝가리 그랑프리 국제레슬링대회 그레코로만형 55kg급 우승
- 2012년 아시아 시니어 레슬링선수권대회 남자 그레코로만형 55kg급 금메달